# 彼得巴甫洛夫斯克号战舰 (1911年)
彼得巴甫洛夫斯克号战舰是俄罗斯帝国海军在第一次世界大战前建造的4艘甘古特级战列舰中的一艘，该舰以克里米亚战争中的彼得罗巴甫洛夫斯克围城战命名，1914年冬季完工，1915年服役，负责防守芬兰湾。1917年俄國二月革命时，该舰水兵加入了波罗的海舰队起义，十月革命后很长一段时间是布尔什维克拥有的唯一一艘无畏级战舰，在俄罗斯内战期间曾参与针对白俄的作战。1921年，该舰参与了喀琅施塔得起义。起义被镇压后，战舰以法国大革命领导人马拉的名字改名为“马拉号”，1943年恢复原名，1950年以沃爾霍夫河命名为“沃爾霍夫号”。